# Плимут (Јута)
Плимут (енгл. Plymouth) град је у америчкој савезној држави Јута.

## Демографија
По попису из 2010. године број становника је 414, што је 86 (26,2%) становника више него 2000. године.
| Група             | 2000.       | 2010.       |
| Белци             | 320 (97,6%) | 400 (96,6%) |
| Афроамериканци    | 0 (0,0%)    | 0 (0,0%)    |
| Азијати           | 0 (0,0%)    | 0 (0,0%)    |
| Хиспаноамериканци | 5 (1,5%)    | 11 (2,7%)   |
| Укупно            | 328         | 414         |